# Roger Vàzquez i Claravalls
Roger Vázquez Claravalls (Masquefa, 6 d'agost de 1998) és un polític català, alcalde de Masquefa (Anoia) des del juny de 2023. És membre d'Esquerra Republicana de Catalunya (ERC) i encapçala un govern que es va constituir amb un fort compromís per la renovació política i la millora de la qualitat de vida dels habitants de Masquefa.
Formació i carrera professional
Roger Vázquez es va graduar en Gestió i Administració Pública i va obtenir un màster en Estudis Jurídics Avançats amb especialitat en Dret Públic per la Universitat de Barcelona. Abans de la seva entrada en política, va treballar com a tècnic superior en l'àmbit de les relacions Govern-Parlament al Departament de la Presidència de la Generalitat de Catalunya i com a tècnic de gestió al Consell Comarcal de l'Anoia, on va participar en la gestió de municipis afectats per incendis forestals.
Trajectòria política
La seva carrera ha estat marcada per una forta implicació en la comunitat local. Abans de ser alcalde, Vázquez havia estat molt actiu en la vida associativa de Masquefa, sent president de la Colla gegantera del municipi des de 2016 fins al 2023. També ha participat en altres grups culturals, com el Ball de bastons, i ha participat activament en les Festes Majors.
Projectes i prioritats com a alcalde
Durant el seu mandat, Vázquez ha destacat per voler implementar una política centrada en les persones, assegurant que totes les actuacions del govern municipal tinguin com a objectiu millorar la qualitat de vida dels ciutadans. Entre els projectes que prioritza hi ha la creació d'una comunitat energètica local, la millora de la seguretat del municipi, la gestió de l'aigua, i la construcció d'un centre de dia. També ha expressat la seva intenció de trencar amb la percepció de divisions dins de la comunitat, promovent la igualtat entre els diferents barris de Masquefa. Roger Vázquez i Claravalls ha dit: «Vull una Masquefa equitativa, on tothom tingui oportunitats per viure bé.»
Vázquez aposta per la transparència, la participació ciutadana i la implementació de polítiques innovadores que promoguin una economia dinàmica i sostenible.